# Aphelocoma
Genre
Le genre Aphelocoma regroupe des passereaux appartenant à la famille des Corvidae.

## Liste des espèces
Selon la classification de référence du Congrès ornithologique international (version 2.9, 2011) :
- Aphelocoma wollweberi – Geai du Mexique ;
- Aphelocoma ultramarina – Geai des volcans ;
- Aphelocoma unicolor – Geai unicolore ;
- Aphelocoma californica – Geai buissonnier ;
- Aphelocoma woodhouseii – Geai de Woodhouse ;
- Aphelocoma insularis – Geai de Santa Cruz ;
- Aphelocoma coerulescens – Geai à gorge blanche.

## Comportement
Le régime alimentaire de ces geais est principalement composé de glands et de pignons de pin. Ils consomment également des céréales, des baies, des insectes, des oisillons, des œufs et des petits reptiles.  